# Ruellia alboviolacea
Ruellia alboviolacea är en akantusväxtart som beskrevs av Gustav Lindau. Ruellia alboviolacea ingår i släktet Ruellia och familjen akantusväxter. Inga underarter finns listade i Catalogue of Life.